# Ilkka Remes
Ilkka Remes (* 13. Dezember 1962 in Luumäki in Südkarelien), mit bürgerlichem Namen Petri Pykälä, ist ein finnischer Autor. Er schreibt bisher schwerpunktmäßig Kriminalromane beziehungsweise Thriller und hat seit 1997 jährlich ein Buch veröffentlicht. Seit 2003 sind darüber hinaus von ihm drei Romane für Jugendliche erschienen. In seiner Heimat Finnland zählt er zu den populärsten zeitgenössischen Autoren. Sechzehn seiner Romane sind bisher in einer deutschsprachigen Übersetzung erschienen.

## Leben
Ilkka Remes studierte in Turku Wirtschaftskommunikation sowie in London Visuelle Kommunikation und gründete bereits zu Beginn seines Studiums eine Firma für Öffentlichkeitsarbeit und Kommunikation. Seine Magisterarbeit verfasste er auf dem Gebiet der Sozialpsychologie. Eine zunächst geplante Promotion gab er zugunsten seiner Tätigkeit als Autor auf. Er lebt momentan weitestgehend zurückgezogen in Brüssel. Öffentliche Auftritte in Finnland wie Werbetouren und Autorenlesungen meidet er. Nach dem Erscheinen seines ersten Buches hat er nur zwei Interviews gegeben.
Als Grund für die Veröffentlichung seiner Bücher unter einem Pseudonym gibt er an, dass er in der Zukunft auch Bücher in anderen Genres plant und durch das Pseudonym vermeiden möchte, dass sich dann eine Reputation als Thriller-Autor möglicherweise nachteilig auf den Erfolg dieser Bücher auswirken könnte.

## Rezeption
Ilkka Remes bisheriges literarisches Schaffen umfasst vor allem Kriminalromane beziehungsweise Thriller und seit 2003 auch Jugendbücher. Bereits sein erster Roman „Pääkallokehrääjä“, zu deutsch „Der Totenkopffalter“, wurde zu einem Bestseller. Seine weiteren Bücher setzten sich nach ihrem Erscheinen regelmäßig an die Spitze der Verkaufslisten in Finnland und erreichten auf dem vergleichsweise kleinen finnischen Buchmarkt in der Regel sechsstellige Auflagenhöhen. Er hat für seine Werke bereits mehrere Literaturpreise in Finnland bekommen, unter anderem den Kalevi-Jäntti-Preis, den Finnischen Krimipreis und den Literaturpreis der Olvi-Stiftung.
Inzwischen sind viele seiner Werke in einer deutschsprachigen Fassung veröffentlicht worden; im Mai 2008 erschien sein mit dem Finnischen Krimipreis 1999 ausgezeichneter Thriller „Karjalan lunnaat“ unter dem deutschsprachigen Titel „Das Erbe des Bösen“. Übersetzt wurden sie von Stefan Moster, der als einer der führenden deutschen Übersetzer moderner finnischer Literatur gilt und 2001 mit dem staatlichen finnischen Übersetzerpreis ausgezeichnet wurde. Das nach der Literaturvorlage unter Autorschaft und Regie von Rainer Clute entstandene Krimi-Hörspiel Vergiss nie, was du gesehen hast wurde am 24. Juni 2013 im Deutschlandradio Kultur urgesendet.
Hauptfigur der beiden Romane „Ewige Nacht“ und „Das Hiroshima-Tor“ ist der finnische Polizist Timo Nortamo, der als Ermittler der fiktiven europäischen Antiterror-Behörde TERA in Brüssel arbeitet. In beiden Büchern verknüpft Remes jeweils eine auf Aspekten moderner Technologie – Bio- und Gentechnik beziehungsweise Kernphysik – aufbauende und auf klassischen Thriller-Elementen beruhende Handlung mit realen oder mythologischen historischen Bezügen. Kennzeichnend für den Aufbau der Bücher ist, dass mehrere inhaltlich verschiedene und zunächst nicht als miteinander verbunden erscheinende Handlungsstränge erst nach und nach zu einer komplexen Gesamtgeschichte zusammengeführt werden. Auch in „Höllensturz“ und „Blutglocke“, dem dritten beziehungsweise vierten deutschsprachig erschienenen Buch von Remes, sowie in „Die Geiseln“ spielt Timo Nortamo mit, allerdings nicht als Hauptfigur.

## Werksliste
| Erscheinungsjahr Original | Originaltitel      | Erscheinungsjahr deutsche Ausgabe | Deutscher Titel             | Übersetzer    |
| ------------------------- | ------------------ | --------------------------------- | --------------------------- | ------------- |
| 1997                      | Pääkallokehrääjä   | /                                 | /                           | /             |
| 1998                      | Karjalan lunnaat   | /                                 | /                           | /             |
| 1999                      | Pedon syleily      | /                                 | /                           | /             |
| 2000                      | Ruttokellot        | 2012                              | Blutglocke                  | Stefan Moster |
| 2001                      | Uhrilento          | 2009                              | Hochzeitsflug               | Stefan Moster |
| 2002                      | Itäveri            | /                                 | /                           | /             |
| 2003                      | Ikiyö              | 2006                              | Ewige Nacht                 | Stefan Moster |
| 2003                      | Piraatit           | 2008                              | Operation Ocean Emerald     | Stefan Moster |
| 2004                      | Hiroshiman portti  | 2008                              | Das Hiroshima-Tor           | Stefan Moster |
| 2004                      | Musta kobra        | 2009                              | Schwarze Kobra              | Stefan Moster |
| 2005                      | Nimessä ja veressä | 2011                              | Höllensturz                 | Stefan Moster |
| 2005                      | Pimeän pyöveli     | 2009                              | Heiße Ware über dem Eismeer | Stefan Moster |
| 2006                      | 6/12               | 2007                              | Die Geiseln                 | Stefan Moster |
| 2006                      | Kirottu koodi      | 2011                              | Der dunkle Code             | Stefan Moster |
| 2007                      | Pahan perimä       | 2010                              | Das Erbe des Bösen          | Stefan Moster |
| 2007                      | Hermes             | 2011                              | Mission Spyflight           | Stefan Moster |
| 2008                      | Pyörre             | 2010                              | Tödlicher Sog               | Stefan Moster |
| 2008                      | Draculan ratsu     | /                                 | /                           | /             |
| 2009                      | Isku ytimeen       | 2011                              | Ein Schlag ins Herz         | Stefan Moster |
| 2009                      | Operaatio Solaris  | 2013                              | Geheimbund Unit 6           | Stefan Moster |
| 2010                      | Shokkiaalto        | 2013                              | Die Schockwelle             | Stefan Moster |
| 2010                      | Riskiraja          | /                                 | /                           | /             |
| 2011                      | Teräsleijona       | /                                 | /                           | /             |
| 2012                      | Ylösnousemus       | /                                 | /                           | /             |
| 2013                      | Omertan liitto     | /                                 | /                           | /             |
| 2014                      | Horna              | /                                 | /                           | /             |
| 2015                      | Jäätyvä helvetti   | /                                 | /                           | /             |

|  | speziell für junge Leser |

(/) noch nicht erschienen

## Übersetzung
Die Bücher von Remes wurden in viele Sprachen übersetzt. 16 von bislang 27 Büchern sind durch Stefan Moster ins Deutsche übersetzt worden (siehe Werksliste).

## Charaktere
In seinen Büchern beschreibt Remes viele Charaktere, darunter auch wiederkehrende Charaktere die hier gelistet sind.

### Familie Nortamo
Familie Nortamo sind die Hauptcharaktere.
Timo ist die Hauptfigur der Bücher für die erwachsenen Leser, nichtsdestotrotz taucht er auch in den anderen Büchern auf. Von Beruf ist er Kriminalkommissar. Seine Kollegin bei der Polizei ist Johanna Vahtera.
Soile ist die Frau von Timo und die Mutter von Aaro. Außerdem hat sie eine Schwester namens Taina. Ihr Beruf ist Teilchenphysikerin.
Aaro ist die Hauptfigur der Bücher für die jungen Leser. Trotzdem taucht er auch in einigen der anderen Bücher auf. Seine Eltern lassen ihn aufgrund ihrer Berufstätigkeit häufig alleine oder bei seiner Oma. Er hat einen Freund namens Niko und einen Cousin Julius.

### Familie Moore
Familie Moore ist die Familie von Soiles Schwester Taina, bestehend aus ihrem Mann Allan und deren Sohn Julius.

### Familie Luoto
Familie Luoto ist die Familie von Aaros Freund Niko. Er lebt mit seiner kleinen Schwester Siru und seiner arbeitslosen Mutter zusammen. Sein Vater hat sich scheiden lassen und ist ausgezogen.

### Johanna Vahtera
Johanna Vahtera ist die Arbeitskollegin von Timo.

## Auszeichnungen
- 1997: Kalevi-Jäntti-Preis
- 1999: Finnischer Krimipreis für „Karjalan lunnaat“
- 1999: Literaturpreis der Olvi-Stiftung